# Attacco a Mumbai - Una vera storia di coraggio
Attacco a Mumbai - Una vera storia di coraggio (Hotel Mumbai) è un film del 2018 diretto da Anthony Maras.
Il film narra i fatti accaduti durante gli attentati di Mumbai del 26 novembre 2008.

## Trama
Mumbai, India, 26 novembre 2008: Arjun è un giovane cameriere che lavora al Taj Hotel di Mumbai. La sera del 26 novembre lascia la sua famiglia per andare al lavoro, ma una volta giunto all'hotel, lo chef Hermant Oberoi vorrebbe allontanarlo, in quanto indossa un paio di calzature non adatte (le scarpe della divisa gli erano cadute accidentalmente dalla sua borsa mentre si preparava per uscire), ma cambia idea offrendogli un paio di scarpe che tiene di scorta nel proprio ufficio. 
Quella stessa sera giungono all'hotel, fra i vari ospiti, anche la britannica-iraniana Zahra Kashani e suo marito David, un americano, il figlio Cameron e la tata Sally. In seguito arriva anche un altro cliente importante, il russo Vasilij Orčevskij, che ha anche organizzato per la serata una festa privata nella sua suite. Pur desideroso di servire personalmente il ricco ospite russo e volendo andare a comprare per lui un pregiato cognac, Arjun è costretto a rimanere nel ristorante dell'hotel per ordine di Oberoi.
Nel frattempo dieci terroristi armati, tra cui Abdullah, Imran, Houssam, Rashid e Kasab, giungono a Mumbai, e guidati a distanza dalle comunicazioni del loro capo conosciuto come "il Fratello", armati anche di fucili AK-47, danno il via a una serie di sanguinosi attentati in vari luoghi della città: la stazione Chhatrapati Shivaji di Mumbai, un comando della polizia, il Leopold Cafè dove si trovano i giovani turisti Eddie e Bree, l'Oberoi Trident Hotel e altri ancora.
Eddie e Bree, sopravvissuti all'attacco, scappano dal bar insieme ad altre persone per rifugiarsi al Taj Hotel e cercare riparo in quello che credono un luogo sicuro, ma i terroristi, mescolati tra i fuggitivi che vengono accolti, entrano in azione anche all'interno dell'hotel, uccidendo numerosi ospiti e membri del personale.
Presa coscienza di quanto sta accadendo, Arjun chiede ai clienti del ristorante di nascondersi sotto i tavoli e di spegnere le luci per non farsi vedere. David e Zahra telefonano a Sally, rimasta nella suite con Cameron, per avvertirla del pericolo, ma questa tuttavia non riesce a capire cosa le viene detto, e sentendo bussare, apre la porta pensando si tratti del medico che era stato chiamato per visitare il bambino. Si tratta invece di una donna anziana coperta di sangue e in stato di shock che cerca di sfuggire ai terroristi nascondendosi in bagno. Sally riesce a chiudersi in uno degli armadi insieme a Cameron appena prima che Imran e Houssam facciano irruzione nella stanza: questi ultimi trovano facilmente la donna anziana e le sparano, ma non si accorgono della presenza della babysitter e del bambino ed escono per cercare altri ospiti dell'albergo.
Una volta che i terroristi hanno lasciato la stanza, David, attraverso una telefonata da Sally, esce dal ristorante per farsi strada verso la propria stanza, nonostante le obiezioni di Arjun. Una volta raggiunta la hall, David vede Abdullah uccidere un ospite proprio davanti al locale, ma David si rifugia tra le reception, anche per non farsi vedere dallo stesso terrorista. Prende quindi un ascensore nascondendosi dietro al carrello delle vivande per non farsi vedere da Imran e Rashid. Quest'ultimo, vedendo il carrello muoversi, spara in direzione dell'ascensore, ma i proiettili non colpiscono David. Alla fine, l'uomo si rifugia nella propria stanza e trova sia Sally che Cameron incolumi.
Seguendo le indicazioni di Oberoi, Arjun accompagna il gruppo di clienti che si trovava con lui nel ristorante verso la Chambers Longue, un club esclusivo all'interno dell'hotel. Una volta che i sopravvissuti tra gli ospiti e il personale sono stati riuniti, lo chef chiede a loro di restare all'interno del club in attesa dei soccorsi, essendo questo locale completamente separato dal resto dell'edificio, privo di finestre e di conseguenza più sicuro. La tensione suggestiona un'anziana cliente inglese che sente Zahra parlare al telefono nella stessa lingua dei terroristi, facendole credere che questa sia in contatto con loro. Vasili interviene dunque scacciando malamente la donna e tranquillizzando Zahra. Nel frattempo Oberoi viene a sapere che le squadre di soccorso sono partite da Delhi e di conseguenza impiegheranno molte ore, e forse alcuni giorni, per giungere a Mumbai.
Poco dopo, mentre David e Sally con Cameron si accingono a raggiungere la Chambers Longue, Imran spara a David. David fa quindi nascondere Sally in uno sgabuzzino, e poco dopo, tentando di rifugiarsi in una stanza, viene catturato da Imran e portato come ostaggio in una stanza, dove viene legato e costretto a sdraiarsi sul pavimento.
27 novembre: Vam, un agente di polizia, fa irruzione all'interno dell'hotel con la sua squadra per cercare i terroristi e i sopravvissuti, ma Rashid lancia una granata contro alcuni degli agenti uccidendoli, mentre Vam fugge. Poco dopo, i poliziotti trovano Arjun, che sta scortando Bree gravemente ferita; i poliziotti immobilizzano il ragazzo e lo perquisiscono credendo che si tratta di uno dei terroristi; Bree, credendo invece che siano questi i terroristi, fugge, ma viene sorpresa e uccisa da Imran. Arjun, quindi, accompagna i poliziotti nella stanza della sorveglianza, dove sono ora in grado di osservare le riprese delle telecamere. Si accorgono quindi che Abdullah sta cercando di irrompere nella Chambers Longue, spacciandosi per uno dei poliziotti che avevano fatto irruzione nell'hotel; Arjun chiama Oberoi e riesce per pochi secondi a impedirgli di aprire la porta. Vam si dirige verso il club, intimando ad Arjun di barricarsi nella stanza. Giunto sul posto insieme al collega, cerca di prendere alle spalle Abdullah; tuttavia, Rashid e Imran sopraggiungono prima che possa farlo: ne nasce un conflitto a fuoco in cui sia Vam che Imran rimangono feriti.
28 novembre: Zahra, Vasili e alcuni degli altri clienti, stanchi di aspettare la polizia, decidono di lasciare la Chambers Longue per scappare anche se Oberoi consiglia loro di restare. Vengono quindi sorpresi dai terroristi che uccidono alcune persone, mentre Zahra e Vasili vengono presi e portati nella stanza in cui si trova David. Abdullah chiede a Vasili come si chiama, ma in seguito al suo rifiuto e al suo sputo in faccia, lo picchia violentemente per poi essere fermato da Houssam e Rashid. Poco dopo, Abdullah viene informato dal loro capo che le forze speciali provenienti da Delhi sono arrivate a Mumbai, e quindi i terroristi decidono di dare fuoco all'hotel. Abdullah, prima di allontanarsi, ordina a Imran di sparare agli ostaggi se si alzano o si muovono. Poco dopo, Imran spara a David che stava per alzarsi, e poi, una volta che ha ricevuto un ordine attraverso una chiamata, uccide tutti gli ostaggi, tra cui David e Vasili, dopo che quest'ultimo era intervenuto per soccorrere Zahra mordendo la gamba ferita di Imran. Mentre sta per uccidere Zahra, Imran si accorge che la donna recita un versetto del Corano, decidendo di risparmiarla. Zahra, quindi, si slega e scappa dall'edificio.
In quel momento, Arjun raduna degli altri ospiti e li porta da Oberoi nella Chambers Longue; tra questi ci sono anche Sally e Cameron. Mentre si preparano a lasciare l'hotel, vengono sorpresi dai terroristi che sparano ad alcuni dei sopravvissuti, uccidendoli. Intervengono tuttavia le forze speciali, che ingaggiano una sparatoria coi terroristi permettendo agli ostaggi di scappare. Una volta fuori, Sally rivede Zahra, che è stata soccorsa dai vigili del fuoco mentre stava per saltare da una finestra dopo aver chiesto aiuto. Anche Arjun lascia l'hotel per tornare dalla sua famiglia e per riabbracciare la moglie e la figlia.
Le forze speciali, nel frattempo, rintracciano e uccidono Imran, Rashid, Houssam e Abdullah, che riescono tuttavia a piazzare una trappola esplosiva e a farla esplodere. Alla fine nove terroristi muoiono, mentre Kasab viene catturato e arrestato con l'accusa di terrorismo.
Nella scena finale si vede l'hotel che nel corso dei mesi successivi è stato restaurato e ha ritrovato il suo antico splendore. Molti veterani di quel tremendo attacco lavorano tuttora al Taj.

## Distribuzione
Il film è stato presentato in anteprima mondiale il 7 settembre 2018 al Toronto International Film Festival. Dopo la presentazione all'Adelaide Film Festival, il film è stato distribuito nelle sale cinematografiche australiane il 10 gennaio 2019, mentre in Italia, è stato distribuito a partire dal 30 aprile 2019.

## Riconoscimenti
- 2018 - Adelaide Film Festival
  - Premio del pubblico
- 2019 - AACTA Award
  - Candidatura per il miglior film
  - Candidatura per il miglior regista a Anthony Maras
  - Candidatura per il miglior attore protagonista a Dev Patel
  - Candidatura per il miglior attrice protagonista a Nannini Boniadi
  - Candidatura per il miglior attrice non protagonista a Tilda Cobham-Hervey
  - Candidatura per la miglior sceneggiatura a John Collee e Anthony Maras
  - Candidatura per la miglior fotografia a Nick Remy Matthews
  - Candidatura per il miglior montaggio a Peter McNulty e Anthony Maras
  - Candidatura per il miglior suono a Sam Petty, Pete Smith, Nakul Kamte, James Currie e Petar Ristic
  - Candidatura per la miglior colonna sonora originale a Volker Bertelmann
  - Candidatura per la miglior scenografia a Steven Jones-Evans
  - Candidatura per i migliori costumi a JAnna Borghesi
  - Candidatura per il miglior casting a Ann Fay, Leigh Pickford e Trishaan